# Dois Dedos
Dois dedos é um livro de contos de Graciliano Ramos que foi publicado em 1945, pela R.A. Editora, ilustrado com xilogravuras de Axel de Leskoschek e reunindo 10 contos:
- Insônia
- Um ladrão
- O relógio do hospital
- Paulo
- Minsk
- A prisão de J. Carmo Gomes
- Dois dedos
- Ciúmes
- Um pobre-diabo
- Silveira Pereira

Os mesmos contos seriam publicados dois anos depois na coletânea Insônia, com o acréscimo de Uma visita, Luciana e A testemunha.